# Francisco Maria Vítor Cordon
Francisco Maria Victor Cordon (Estremoz, 15 de Março de 1851 — Mafra, 15 de Agosto de 1901), mais conhecido por Vítor Cordon ou Victor Córdon, foi um oficial do Exército Português e explorador, que se destacou no reconhecimento da região do Niassa no interior da África Oriental. Foi um dos africanistas considerados pelas Cortes como beneméritos da Pátria e foi cavaleiro da Ordem da Torre e Espada.

## Biografia
Oficial do Exército Português, no qual assentou praça em 1873 como voluntário no Batalhão de Caçadores n.º 5 e foi promovido a alferes em 1881.
Iniciou a sua carreira africana como oficial encarregue de montar a rede de telégrafos em Angola e de colaborar na construção do Caminho-de-ferro de Ambaca, funções que o obrigaram a percorrer grandes extensões de território ao tempo pouco conhecido dos europeus. Ainda em Angola, foi governador de Ambriz e Novo Redondo (1882) e director dos Serviços de Obras Públicas da colónia. 
Após essa experiência, em Julho de 1888, com o posto de tenente, foi enviado para a então África Oriental Portuguesa com a missão de explorar o interior do actual território de Moçambique. No desempenho dessa missão chefiou uma expedição que reconheceu parte do vale do rio Zambeze, Manica e a região do Lago Niassa, contribuindo para estabelecer a presença portuguesa numa região ao tempo disputada com os interesses britânicos centrados no que viria a ser a Rodésia, numa acção que levaria à elaboração da carta que ficaria conhecida pelo Mapa Cor-de-Rosa. A pressões britânicas, e o ultimato que se seguiu, forçaram a sua retirada da região e o regresso a Lisboa, para onde embarcou a 21 de Janeiro de 1890.
Chegou a Lisboa a 20 de Abril daquele ano de 1890 e, no fervor patriótico que se seguiu ao ultimato britânico, a Câmara dos Deputados proclamou-o como um benemérito da pátria e foi agraciado com o grau de cavaleiro da Ordem Militar da Torre e Espada, do Valor, Lealdade e Mérito.
Em 1891 foi promovido ao posto de capitão, tendo falecido em 1901 quando frequentava, na Escola de Infantaria, então em Mafra, o curso de promoção a major.
Foi iniciado na Maçonaria em 1892 na loja Cavalheiros da Paz e Concórdia, com o nome simbólico de Afonso Henriques.
O seu nome entrou na toponímia de múltiplas povoações portuguesas, incluindo a cidade de Lisboa.